# Motor V2
Motor V2 da Harley-Davidson 
Road King 45° montado 
transversalmente.
Motor V2 é um motor de combustão interna com dois cilindros dispostos em "V".
São usados principalmente nas grandes motocicletas estradeiras, onde o objetivo principal não é alcançar altas velocidade, mas sim proporcionar conforto e tranquilidade ao condutor. Dentre os fabricantes que equipam suas motocicletas com esta configuração de motor um dos mais notáveis é a Harley-Davidson.
Os motores V2 típicos possuem cilindrada relativamente alta para um motor de dois cilindros, variando de 250 a 1500 cm³, ou seja de 125 até 750 cm³ por cilindro. Os motores de dois cilindros em linha usados em motocicletas possuem geralmente cilindrada de até 500 cm³, acima desse valor opta-se geralmente por motores de quatro cilindros em linha.

## Vantagens e desvantagens dos motores V2
No desenvolvimento de motores V2, busca-se principalmente maximizar o torque em um regime de rotações o mais baixo possível, deixando a busca por alta potência em segundo plano. Quando o objetivo é alcançar alta potência, opta-se geralmente por motores em linha.
Os motores V2 arrefecidos a ar, quando montados com o virabrequim na posição transversal, podem apresentar problemas de superaquecimento no cilindro posterior, uma vez que o ar chega a este após passar pelo cilindro anterior.

### Usos
São usados em motocicletas, montados tanto na posição transversal como na longitudinal. Também são produzidos motores estacionários com esta configuração.
Alguns dos fabricantes que produzem motos com o motor montado com o virabrequim na posição transversal:
- Harley-Davidson
- Honda: modelos Shadow e Varadero 1000cc
- Kasinski: modelos Mirage, Fúria 250cc e Comet (na verdade, estes modelos são fabricados pela Hyosung, importados e montados pela Kasinski, na Zona Franca de Manaus)
- Suzuki: modelos Boulevard e Intruder
- Yamaha: modelos DragStar, Midnight Star, Virago.
- Kawasaki: modelos Vulcan
- Sundown: VBlade 250cc
- Dafra: Kansas 250cc
- Buell Todos os modelos utilizam motores Harley-Davidson, modificados.

Fabricantes que montam motores V2 com a posição do virabrequim longitudinal:
- Honda: modelo CX500
- Moto Guzzi: Todos modelos deste fabricante possuem motor V2, montado na posição longitudinal ao quadro.

### Características de funcionamento
A maioria destes motores são de quatro tempos a gasolina, ou seja são motores de ciclo de Otto.